# 柏登治體育會
柏登治體育會（Club Sportif Pétange）是盧森堡的一家足球俱樂部。主場位於佩唐日。球隊參加盧森堡國家足球聯賽賽事。

## 外部連結
- （法文） CS Pétange official website